# Durandal

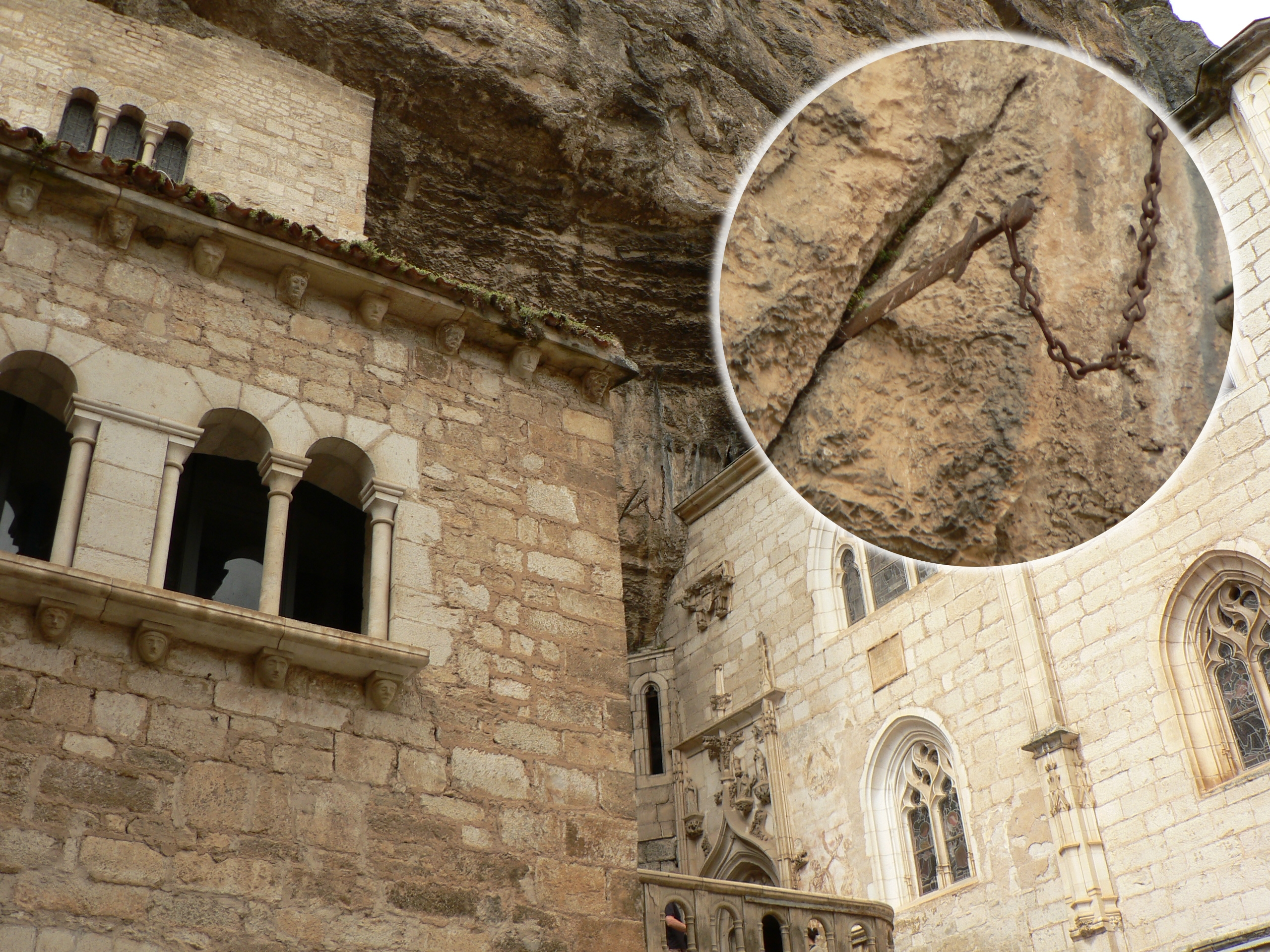
A sziklafalba szúrt kard

Durandal (Durendal) a legendás Roland lovag (a 12 paire egyike, Bretagne kormányzója) mítikus kardja.

## Története
A kardot a történetek szerint Völund elf kovács készítette — ő kovácsolta a legtöbb legendás frank fegyvert. A Roland-énekben a kardot Roland egy angyaltól kapta, és először 778-ban, az arabok ellen használta. Mágikus erejét az adta, hogy beléfoglalták Szent Péter egyik fogát, Szent Vazul vérét és Szent Dénes haját; az ereklyék a kardot elpusztíthatatlanná tették.
Roland halála után a kardnak egy sor további legendás birtokosa volt. Egy másik hagyományban Roland a roncesvallesi csatában halálos sebet kapva megpróbálta a kardot egy sziklán összetörni, hogy az ne kerüljön a szaracénok kezébe. Mivel nem tudta elpusztítani, ezért a levegőbe dobta. A kard egy csoda eredményeként több száz kilométert repült, majd közel 10 méter magasan belefúródott Rocamadour sziklafalába, amelyhez idővel lánccal rögzítették. 2024. június 3-án ezt a kardot ismeretlen tettesek ellopták.